# باشگاه فوتبال پاریس
باشگاه فوتبال پاریس، که به اختصار PFC نیز خوانده می‌شود، در سال ۱۹۶۹ در پاریس تأسیس شده‌است و هم‌اکنون در لیگ 1، در سطح اول فوتبال فرانسه به فعالیت می‌پردازد.
این باشگاه که در سال ۱۹۶۹ تأسیس شد، با ورزشگاه سن ژرمن ادغام شد و در سال ۱۹۷۰ پاری سن ژرمن را تشکیل داد. در سال ۱۹۷۲، این باشگاه از پاری سن ژرمن جدا شد و منجر به شکل‌گیری باشگاه پاریس فعلی شد. بر خلاف همتای خود، که به ایجاد یک پایه محکم ادامه داده‌است، پاریس اف سی برای تثبیت خود تلاش کرده‌است، زیرا بیشتر عمر خود را صرف بازی در بخش‌های آماتور کرده‌است. بالاترین افتخار باشگاه تا به امروز قهرمانی در گروه خود در Championnat de France آماتور در سال ۲۰۰۶ بود. پاریس FC آخرین بار در لیگ پایین‌تر از لیگ برتر فرانسه در فصل ۱۹۷۸–۱۹۷۹ بازی کرد.
این تیم در فصل ۲۰۲۳–۲۰۲۴ با باخت ۲–۱ مقابل والنسین در دور ۱/۱۶ جام حذفی فرانسه حذف شد.
همچنین این تیم در فصل ۲۰۱۹–۲۰۲۰ با باخت ۸–۰ مقابل نانت در دور ۱/۱۶ از لیگ کاپ فرانسه حذف شد.
برنار آرنو، بنیان‌گذار و مدیرعامل گروه LVMH و یکی از ثروتمندترین افراد جهان، به همراه شرکت ردبول اکثریت سهام باشگاه پاریس اف‌سی را خریداری کرده‌اند.
این حرکت نشان‌دهنده ورود یکی از بزرگترین امپراتوری‌های لوکس جهان به دنیای فوتبال است. هر دو گروه، مذاکرات رسمی برای خرید سهام باشگاه فرانسوی که در سطح دوم بازی می‌کند را تایید کرده‌اند. مطابق گزارش خانواده آرنو، 55% از سهام پاریس‌ اف‌سی به آن‌ها می‌رسد و ردبول هم 15% از سهام را خریداری می‌کند. پیر فراچی، رئیس باشگاه پاریس اف‌سی که از از سال 2012 در این شغل فعالیت می‌کند، تا سال 2027 باقی‌مانده سهام را در اختیار خواهد گرفت و سپس آن را به برنار آرنو خواهد فروخت. در واقع، طی سه سال آینده سهام میلیاردر فرانسوی به 85% خواهد رسید.
آرنو در مورد پروژه‌های خود در این باشگاه گفته است:
«از مدل خاصی پیروی نمی‌کنیم. اما فلسفه‌ای که تیم‌های انگلیسی را در سال‌های اخیر به موفقیت رساند، همان ایده‌ای است که برای سال‌های آینده‌ی پاریس اف‌سی دارم.

برای مثال می‌توانم از لسترسیتی نام ببرم که با وجود تمام احتمالات نقض‌کننده‌ی آن، فاتح لیگ برتر انگلیس شد. من به شرط‌بندی عادت دارم که متأسفانه باید آن را توقف کنم. بااین‌حال فکر می‌کنم که شانس قهرمانی آن‌ها 1 در 10000 بود. داستان‌هایی مثل برست (که با وجود این‌که سقوط آن پیش‌بینی می‌شد، سهمیه لیگ قهرمانان اروپا را گرفت) وجود دارند که آن‌ها را الهام‌بخش می‌دانم.»

### لیگ
- لیگ ۲ (سطح دوم)
  - نایب قهرمان: ۱۹۷۷–۱۹۷۸ (گروه B)
  - نایب قهرمان:2025-2026
- قهرمانان ملی (سطح سوم)
  - نایب قهرمان: ۲۰۱۴–۲۰۱۵
- سطح چهارم فوتبال فرانسه
  - قهرمان (۱): ۲۰۰۵–۲۰۰۶ (گروه D)
  - نایب قهرمان (۱): ۱۹۸۸–۱۹۸۹

### جام حذفی
- نایب قهرمان (۱): ۱۹۸۹–۱۹۹۰